# Rakvere linnastaadion
Il Rakvere linnastaadion è uno stadio polifunzionale a Rakvere, Estonia. Lo stadio ospita 1.785 posti a sedere. L'indirizzo dello stadio è Kastani puiestee 12, Rakvere.
Pur essendo un piccolo stadio, ha ospitato tre partite della fase a gruppi del Campionato europeo di calcio Under-19 2012. L'utilizzatore permanente è il Rakvere Jalgpalliklubi Tarvas che gioca in Esiliiga, secondo livello del calcio nazionale estone.